# 阿特拉斯山脈
阿特拉斯山脈（英語：Atlas Mountains；阿拉伯语：‎）（亦譯作「亞特拉斯山脈」）是地中海與撒哈拉沙漠之間的山脈，位於非洲西北部，長2,400公里，橫跨摩洛哥、阿爾及利亞、突尼西亞三國，把地中海西南岸與撒哈拉沙漠分開。
最高峰為圖卜卡勒峰（Jbel Toubkal，海拔4,167公尺），位於摩洛哥西南部（31°03′43″N, 7°54′58″W）。
當地居民主要為摩洛哥的柏柏爾人和阿爾及利亞的阿拉伯人。

## 地質歷史
在遠古時代，由於歐洲、非洲和北美洲相連，阿特拉斯山脈在地質上是阿帕拉契造山運動的一部分。山脈在非洲和北美洲相撞時形成，當時遠比今日的喜马拉雅山脈要高。今日，這山脈的痕跡仍然可以在美國東部的陡降線上或者在山脈看到。西班牙南部的內華達山脈也是在同一次運動中形成的。
阿特拉斯山脈許多高峰上留存著冰期的遺跡，有明顯的冰斗，與冰河邊緣的地形特徵。

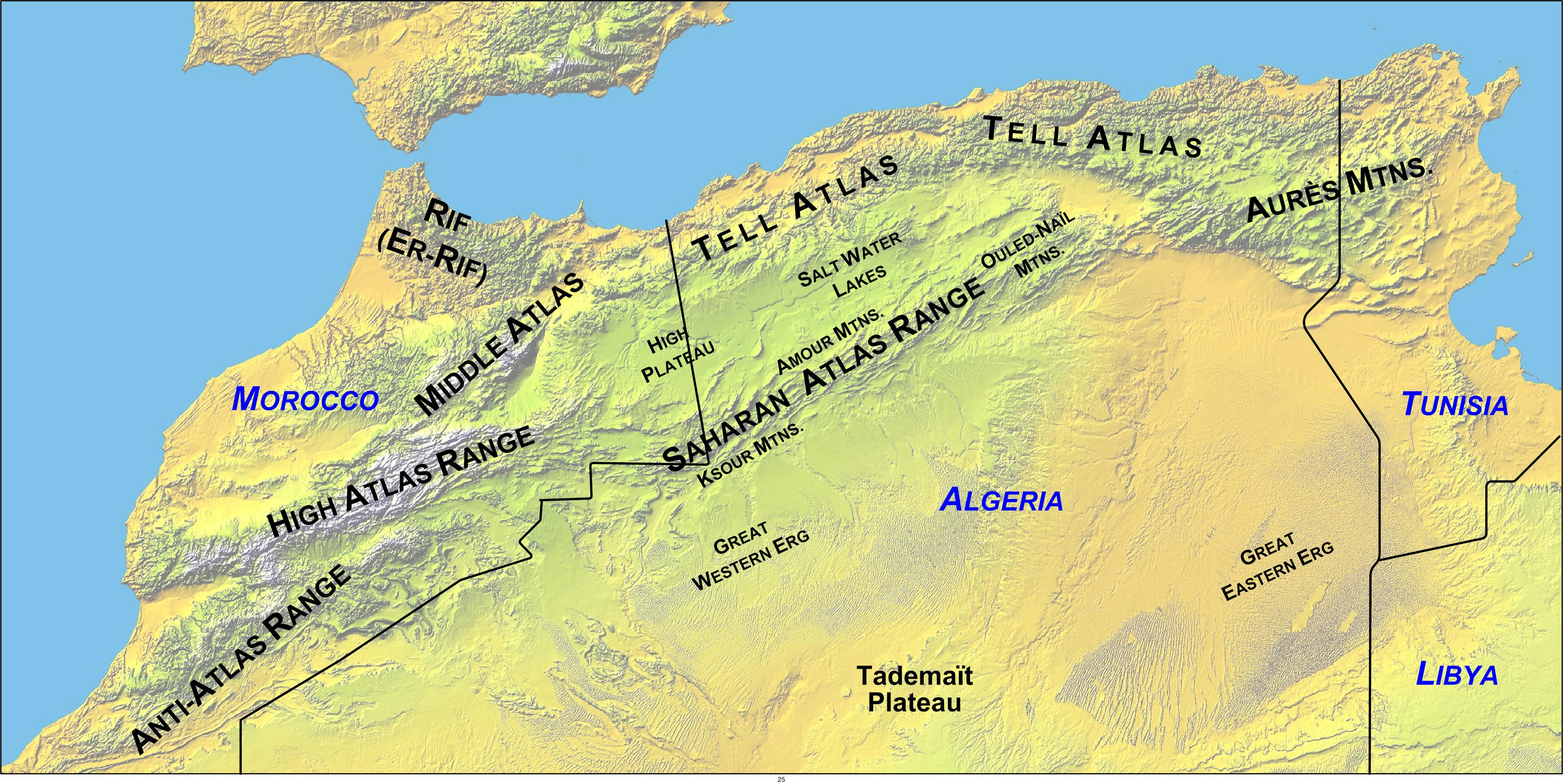
山脈各部（標文為芵語）

## 地理構成
阿特拉斯山並未形成一道連續的山脈鏈，而是一連串散佈在高原、盆地與峽谷之間的山脈。最突出的是高阿特拉斯山，從摩洛哥西岸的亞加的爾綿延650公里長，包含了許多終年積雪的高峰，其中最高峰為图卜卡勒峰。阿特拉斯山脈的東面是高度較緩的高原。北面的山坡雨水充沛，森林以雪松、柏、櫟樹為主。
分為摩洛哥的大阿特拉斯山（中阿特拉斯山、高阿特拉斯山和小阿特拉斯山（Anti-Atlas）），沿海較矮的得爾阿特拉斯山（Tell Atlas）和深入南方、較高的撒哈拉阿特拉斯山（Saharan Atlas）。後兩者在阿爾及利亞。